# Callcenter

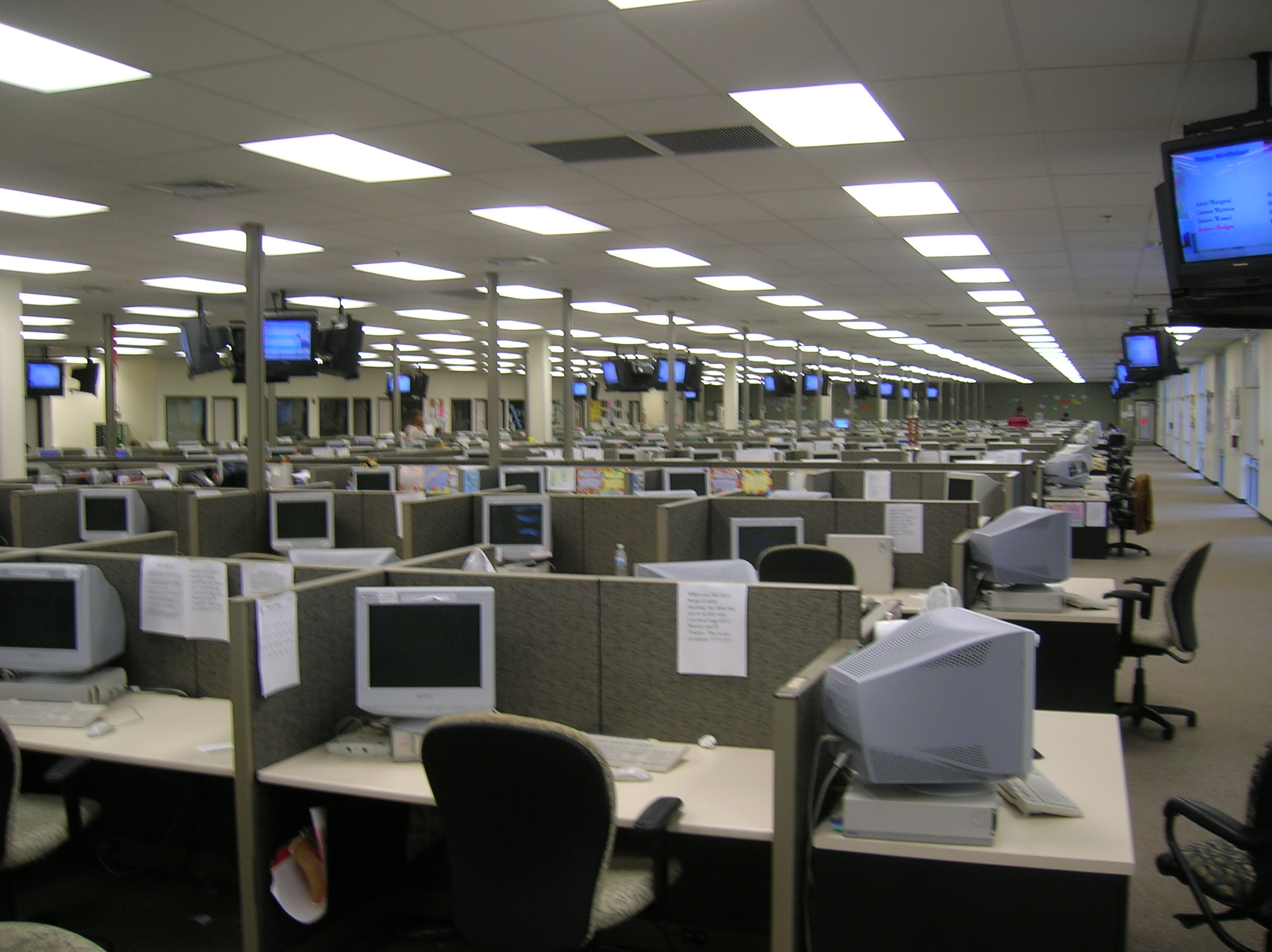
Callcenter in de Verenigde Staten

Een callcenter (ook wel belcentrum of belbureau) is een afdeling of organisatie die is gespecialiseerd in het afhandelen van telefoonverkeer. Daarbij wordt een onderscheid gemaakt tussen inkomend (inbound) en uitgaand (outbound) telefoonverkeer. Kenmerkend voor call centra zijn de grote aantallen callcenter-medewerkers (agents), de strikte taakverdeling, de centrale sturing en de hoge efficiëntie.
Het callcenter kan voor dienstverlenende bedrijven een apart distributiekanaal zijn en maakt in dat geval dus onderdeel uit van de distributiemix van een bedrijf. Andere voorbeelden van distributiekanalen zijn: een supermarkt, een bezoek aan huis van een adviseur, een telefoongesprek, een brief, een e-mail, een SMS-bericht, surfen op het web, chatten etc.
In de jaren negentig zijn callcentra zich steeds breder gaan toeleggen op het afhandelen van klantcontacten. Callcentra worden steeds meer contactcentra. Door de opkomst van internet is ook het afhandelen van e-mails vaak in deze contactcentra ondergebracht. Ook online (video) chat heeft inmiddels haar intrede gedaan in de moderne contactcentra.
Doordat er centraal in een organisatie grote hoeveelheden telefoonverkeer worden afgehandeld kan er een hoge mate van efficiëntie ontstaan. Voor het inkomende verkeer maken deze callcenters vaak gebruik van intelligente telefooncentrales (ACD's = Automatic Call Distribution) die het inkomende telefoonverkeer zo efficiënt mogelijk verdelen. Voor het uitgaande verkeer maken callcenters vaak gebruik van zogenaamde predictive dialers die automatisch een lijst met telefoonnummers draaien en het gesprek pas aan een vrije agent toewijzen op het moment dat er opgenomen wordt. Deze predictive dialer is verantwoordelijk voor de kortere of langere stilte die de consument vaak hoort voordat de agent zich voorstelt.
Callcenters kunnen zich specialiseren in uiteenlopende vormen van dienstverlening. Van eenvoudige registratie van het gesprek, tot het aanbieden van complexe telefonische diensten.
Men onderscheidt twee verschillende vormen binnen een callcenter, gebeld worden of zelf bellen. Dit staat bekend als respectievelijk inbound en outbound. De telefoontjes die 's avonds worden gedaan voor een enquête, of aanbiedingen voor een tijdschrift, worden meestal gevoerd door medewerkers van een callcenter.
Het zogenaamde outbound bellen kan men weer verdelen in twee soorten namelijk koud bellen of warm bellen. Koud bellen houdt in dat de persoon die gebeld wordt niet gevraagd heeft om gebeld te worden; warm bellen houdt in dat de persoon op enige wijze zelf om het contact gevraagd heeft, bijvoorbeeld door middel van een offerteaanvraag.
Het inbound bellen gaat in de eerste plaats over het aannemen van afspraken en orders voor bedrijven en vrije beroepen. De laatste jaren werken diverse callcenters ook aan de bemanning van helpdesks, alarmcentrales en ontvangstbalies. Alles lijkt ter plaatse te gebeuren, maar vindt plaats in het telesecretariaat.
In Engelstalige landen zijn callcenters vanaf het eind van de 20e eeuw verplaatst naar landen met lagere loonkosten maar wel een grote populatie Engelstaligen. Vooral India maar ook enkele andere Aziatische landen wisten hiervan te profiteren. Voor het Nederlandse taalgebied zijn op veel kleinere schaal initiatieven in Zuid-Afrika, Suriname en Turkije ontplooid.